# 7 Korpus Obrony Powietrznej (ZSRR)
7 Korpus Obrony Powietrznej – wyższy związek taktyczny wojsk obrony przeciwlotniczej Sił Zbrojnych ZSRR i Federacji Rosyjskiej.

## Struktura organizacyjna
W latach 1991–1992
- dowództwo – Kursk
- 145 pułk rakietowy OP – Woroneż
- 390 pułk rakietowy OP – Nowoje